# Моруа, Жан Тестю де
Жан Тестю де Моруа (фр. Jean Testu de Mauroy; 1626, Париж — апрель 1706, Париж) — французский священник, прозаик, член Французской академии (Кресло № 4, 1688—1706).
Служил воспитателем Марии Луизы — дочери герцога Филиппа I Орлеанского, «Единственного брата короля Франции» Людовика XIV.
Автор труда Doctrine de la raison, ou l’Honnesteté des mœurs selon les maximes de Sénèque, réduite en entretiens («Доктрина Разума или Честность манер…», опубликованного в 1666 году.
По рекомендации Филиппа I Орлеанского в 1688 году был избран членом Французской академии.